# Catedral de la Santísima Trinidad (New Ulm)
La Catedral de la Santa Trinidad  (en inglés: Cathedral of the Holy Trinity) es una catedral católica en New Ulm, Minnesota, Estados Unidos y es la sede de la diócesis de New Ulm.
La presencia católica en New Ulm puede rastrear sus orígenes en la obra misionera de la Rev. Franz Weninger, SJ a mitad del siglo XIX.  La primera iglesia era una estructura de madera construida en 1858. La construcción de la iglesia resultó ser lenta y  fue destruida por los defensores de New Ulm antes de que se completara de manera que los miembros de la tribu Dakota no pudieran utilizarla como una barricada en el guerra de 1862 en Dakota.
La Diócesis de New Ulm fue establecida por el Papa Pío XII el 18 de noviembre de 1957. La Santa Trinidad fue nombrada como nueva catedral de la diócesis. El Mons. Alphonse Schladweiler de St. Paul fue nombrado el primer obispo de New Ulm y consagró la iglesia de la Santa Trinidad.

## Véase también

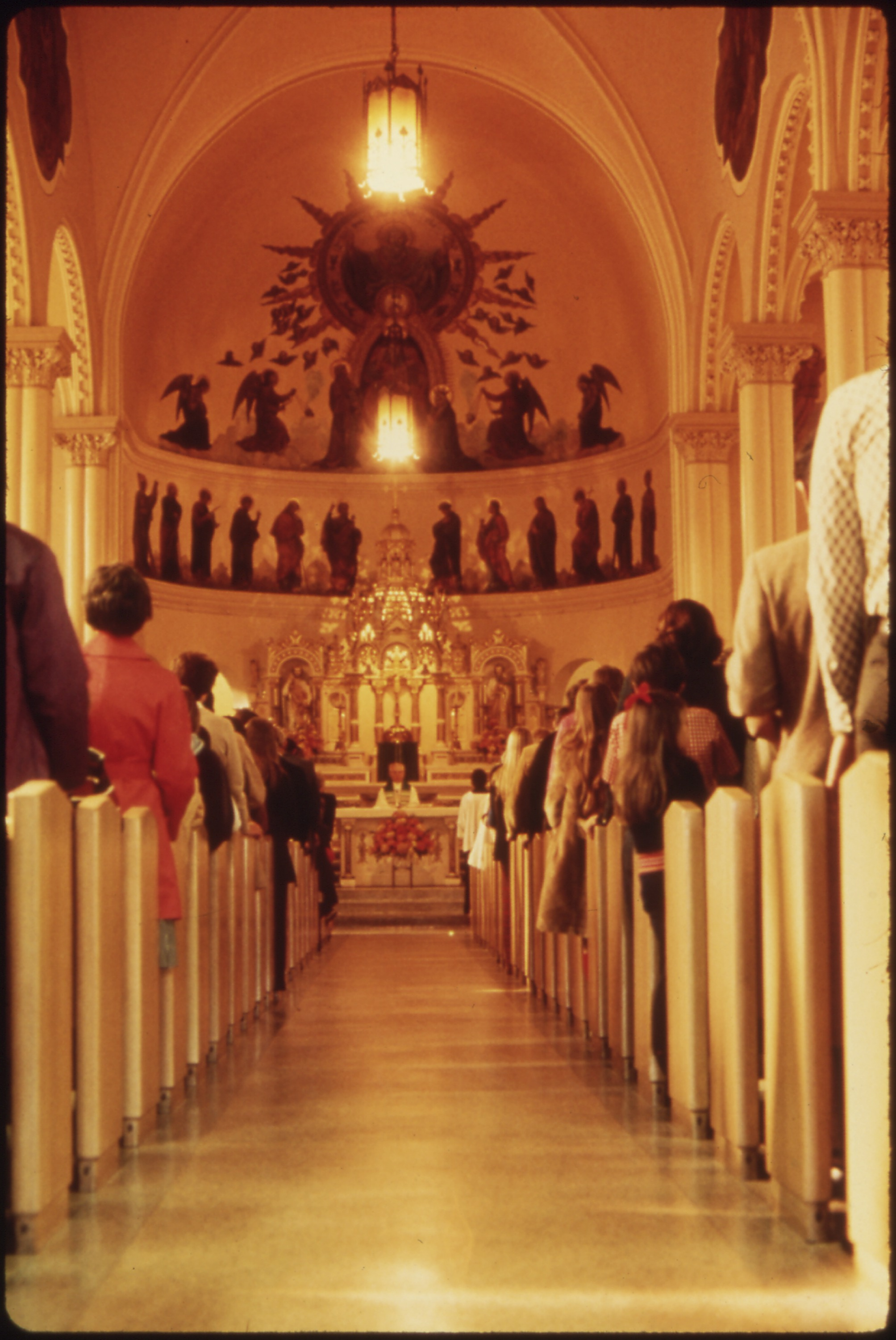
Vista interna